# Detroit Film Critics Society Awards 2007
1. ročník udílení cen Detroit Film Critics Society Awards předal ceny v těchto kategoriích:

## Vítězové a nominovaní

### Nejlepší film
Tahle země není pro starý
- Skafandr a motýl
- Juno
- Útěk do divočiny
- Až na krev

### Nejlepší režisér
Joel Coen a Ethan Coen – Tahle země není pro starý
- Paul Thomas Anderson – Až na krev
- Tim Burton – Sweeney Todd: Ďábelský holič z Fleet Street
- Sean Penn – Útěk do divočiny
- Jason Reitman – Juno
- Julian Schnabel – Skafandr a motýl

### Nejlepší herec v hlavní roli
George Clooney – Michael Clayton jako Michael Clayton
- Mathieu Amalric – Skafandr a motýl jako Jean-Dominique Bauby
- Daniel Day-Lewis – Až na krev jako Daniel Plainview
- Emile Hirsch – Útěk do divočiny jako Christopher McCandless / Alexander Supertramp
- Tommy Lee Jones – Tahle země není pro starý jako šerif Ed Tom Bell

### Nejlepší herečka v hlavní roli
Ellen Page – Juno jako Juno MacGuff
- Amy Adamsová – Kouzelná romance jako princezna Giselle
- Julie Christie – Daleko od ní jako Fiona Anderson
- Marion Cotillard – Edith Piaf jako Édith Piaf
- Laura Linneyová – Divoši jako Wendy Savage

### Nejlepší herec ve vedlejší roli
Javier Bardem – Tahle země není pro starý jako Anton Chigurh
- Casey Affleck – Zabití Jesseho Jamese zbabělcem Robertem Fordem jako Robert Ford
- Paul Dano – Až na krev jako Paul Sunday / Eli Sunday
- Hal Holbrook – Útěk do divočiny jako Ron Franz
- Tom Wilkinson – Michael Clayton jako Arthur Edens

### Nejlepší herečka ve vedlejší roli
Tilda Swintonová – Michael Clayton jako Karen Crowder
- Cate Blanchettová – Beze mě: Šest tváří Boba Dylana jako Jude Quinn
- Catherine Keener – Útěk do divočiny jako Jan Burres
- Emily Mortimerová – Lars a jeho vážná známost jako Karin
- Amy Ryan – Gone Baby Gone jako Helene McCready

### Nejlepší obsazení
Juno
- Než ďábel zjistí, že seš mrtevj
- Lars a jeho vážná známost
- Servírka
- Zodiac

### Objev roku
Diablo Cody – Juno
- Nikki Blonsky – Hairspray
- Michael Cera – Juno a Superbad
- Sarah Polley – Daleko od ní
- Adrienne Shelly – Servírka